# 比屬剛果
比屬剛果（法語：Congo belge）是比利時在1908年至1960年在今日剛果民主共和國的殖民地。
19世紀初，利奥波德二世嘗試尋求比利時聯邦政府支持其在剛果盆地殖民的主張。比利時政府的猶疑不決令利奥波德二世自行成立殖民地。在柏林西非會議，利奥波德二世得到多個西方國家的支持，並於1885年成立剛果自由邦。直至20世紀，自由邦官員對剛果土著使用的暴力和經濟剝削制度導致比利時受到強烈的外交壓力，要求比國政府正式控制剛果自由邦，比利時於是在1908年成比屬剛果。
比利時在剛果的統治是基於國家、傳教士以及私人公司的「殖民三位一體」（trinitécolonile）。 比利時商業利益的特權意味著大量資本流入剛果，企業個別地分工。政府和私營企業的利益緊密相連，國家幫助企業打擊罷工、消除土著居民的「阻礙」。殖民地被劃分為不同行政分區，並根據「本土政策」（politique indigène）統一運行。 這不同於英國及法國的殖民政策，後者普遍傾向於間接統治體系，在殖民監督下地方領袖的權威地位。
在1940到1950年代，比屬剛果經歷城市化。殖民政府開始了各種發展，希望將剛果變成「模範殖民地」。城市中出現了新的「歐化」（进步者）非洲中產階級。直至1950年代，剛果的有薪勞動力是任何其他非洲殖民地的兩倍。
1960年，全球在二戰結束之後掀起獨立風潮，比屬剛果在1960年6月30日宣布獨立。由總理帕特里斯·盧蒙巴和總統約瑟夫·卡薩武布成立剛果共和國。剛果內部政治派別關係不佳，比利時繼續介入剛果事務，冷戰期間主要勢力（主要是美蘇）的干預導致長達五年的戰爭－剛果危機。危機在1965年11月結束，由蒙博托·塞塞·塞科奪取政權而告終。

## 剛果自由邦時代

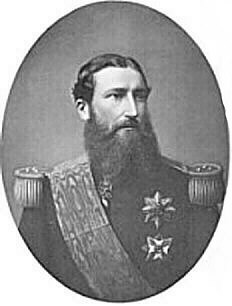
利奧波德二世，比利時國王，剛果自由邦在1885年至1908年間的實際擁有人。

十九世紀末以前，歐洲人還未到達剛果。雨林、沼澤、瘧疾與其他疾病諸如非洲錐蟲病（昏睡症）等都令歐洲人的探索計劃卻步。1876年，比利時國王利奧波德二世組建了國際非洲協會，與各重要非洲探險家合作，在幾個歐洲國家支持下，開展非洲探索與殖民計劃。在亨利.莫頓.史丹利於1878年末探索了該區域後，利奧波德二世召見了他，並任命他協助建立比利時在該地區的利益。利奧波德二世在1865年即位以前便極欲為比利時建立殖民地，他認為，若比利時能建立殖民地，便能大振他那相對年輕而細小的祖國的國威，更能帶來大筆穩定稅收。然而，比利時國內並不熱衷於此。在野心與固執的驅使下，利奧波德二世唯有自己執行計劃。
歐洲人在中非地區的競爭導致外交緊張，尤其在大部分地區還未被佔領的剛果盆地。1884年11月，俾斯麥召開了十四國會議（柏林會議）尋求和平解決剛果危機的方案。經過三個月磋商，在1885年2月5日，柏林會議達成共識。會議雖然沒有正式承認歐洲列強在中非地區的領土主張，但還是批准了一系列規則，以確保該地區在劃分後不會發生衝突；當中的關鍵規則包括承認剛果盆地為自由貿易區及廣泛認同任何領土主張必須以實質及持續佔有某一地區作為證據。事實上，利奧波德二世以勝利者姿態出席柏林會議。經過一系列雙邊外交談判後，法國獲得剛果河北岸（今剛果共和國及中非共和國）666,000平方公里（257,000平方英里）土地，葡萄牙獲得剛果河南岸（今安哥拉部分）909,000平方公里（351,000平方英里）土地，利奧波德二世全資擁有的獨一股東“慈善”機構則獲得其餘全部土地：2,344,000平方公里（905,000 平方英里），並成立剛果自由邦。
剛果自由邦實際為國有企業，由利奧波德二世通過非政府傀儡機構國際非洲協會控制，利奧波德是唯一股東及主席。該邦領土包括今剛果民主共和國全部，1885年成立，1908年消亡，被併入比利時政府。開始時，佔領及開發剛果自由邦的廣大領土成了利奧波德的巨大負擔。比利時為利奧波德二世批出國家緊急貸款才避免了兩次破產狀態。可到了1890年代，形勢即大幅改變。由於強行開採橡膠、銅及其他位於上魯亞拉巴河盆地的礦產，加上全球性的橡膠經濟繁榮，巨額盈利由是產生。利奧波德二世利用了這筆新財富用以點綴他的祖國：奧斯登皇家畫廊、杜富蘭殖民宮、布魯塞爾凱旋門等都是以從剛果得來的財富建成。可是，不久即顯示這些利潤都是以剝削剛果本地人及掠奪當地自然資源為基礎。

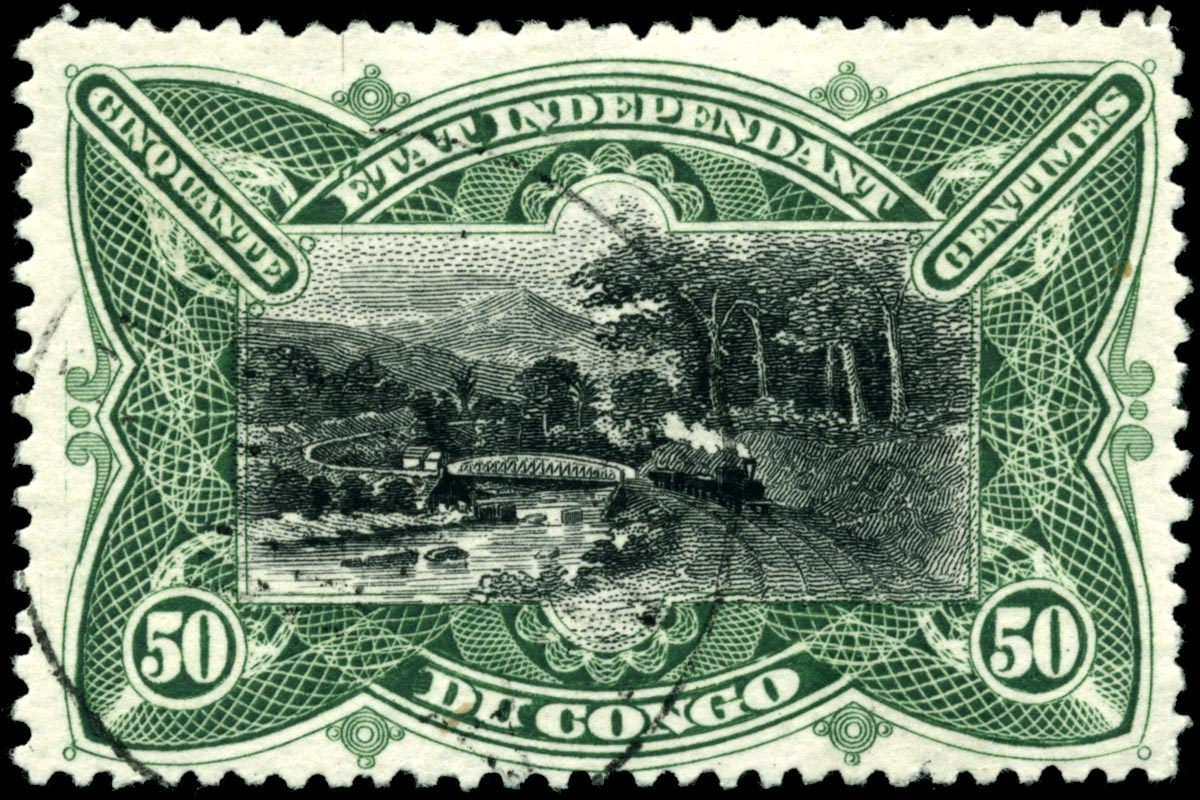
1894年剛果自由邦發行的郵票。

自此，在利奧波德二世的統治下，剛果自由邦成了二十世紀國際上最臭名昭著的醜聞集中地。1904年初由英國領事羅傑.奇士文撰寫的報告是對“橡膠體系”無可辯駁的起訴書：“……沈寂而毫無監管的壓迫機器已使人們和土地皆筋疲力竭。” 在沒有人口普查的情況下（首次於1924年舉行），是難以估計在這段時間損失了多少人口，但估計必是為數不少。根據奇士文的報告，人口減少由以下四大因素構成：“濫殺無辜”、饑荒、出生率下降及熱帶疾病。
歐洲及美國傳媒在1900年代初期向公眾披露了剛果自由邦的情況。1904年，利奧波德二世不得不准許一國際議會調查委員會進入剛果自由邦。1905年，委員會發表報告，不但確認了艾德蒙·莫內和奇士文大部分的指控，還證實了清教徒和天主教傳教團的控訴。1908年，迫於公眾和外交壓力，利奧波德二世下台，並導致剛果被併吞成為比利時殖民地，是為比屬剛果。

## 比利時殖民地時期, 1908–1960
尽管比利时最初不愿意，迫于国际压力（尤其是来自英国），最终接管了从比利时国王殖民地的自由邦。从此，它被称为比利时属刚果殖民地，在比利时政府的统治下直到1960年。
在二次世界大战后，刚果民族意识普遍觉醒，民族运动逐渐酝酿，越来越多的民族主义运动在刚果开始进行，包括由卢蒙巴领导的刚果民族运动党或其他民族主义党赢得了议会选举，并任命卢蒙巴为总理。欧洲议会选举约瑟夫联盟德巴孔（ABAKO）任主席党卡萨武布。其他政党出现的问题包括的Parti Solidaire非公司（简称PSA）安托万·基赞加的领导下，民族党和人民商店（或PNP）阿尔伯特·德尔沃和Laurent Mbariko领导，开始独立之路。在加丹加省（由莫伊兹·冲伯领导）和南非开赛从事独立斗争中的新的领导班子。大多数的欧洲人（约10万）在独立后逃离该国，开辟了道路为刚果独立的行动，以取代欧洲的军事和行政精英的统治。最终在1960年6月30日取得了独立。

## 殖民者經濟政策
对刚果的经济剥削是殖民者的首要任务之一。一项重要的手段是修建铁路，以开发矿产和农业区域。

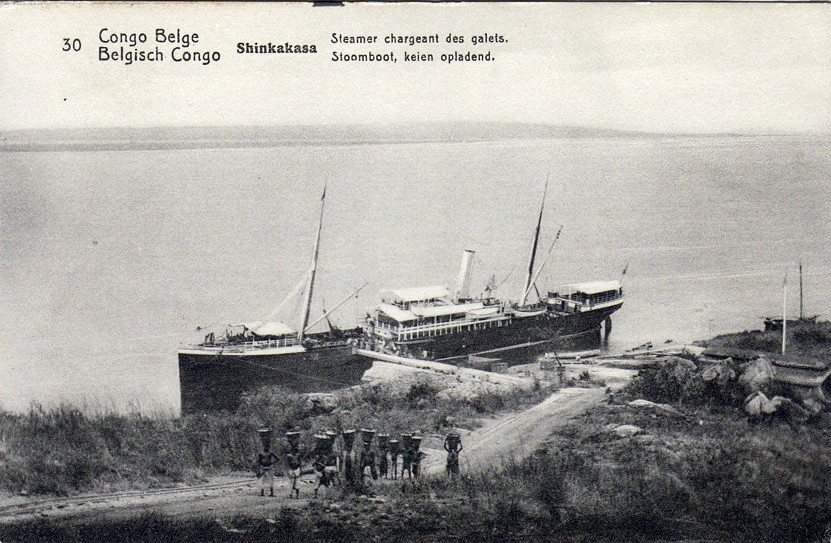
1912年，一艘蒸汽船抵达刚果河畔的博马

### 第一次世界大战

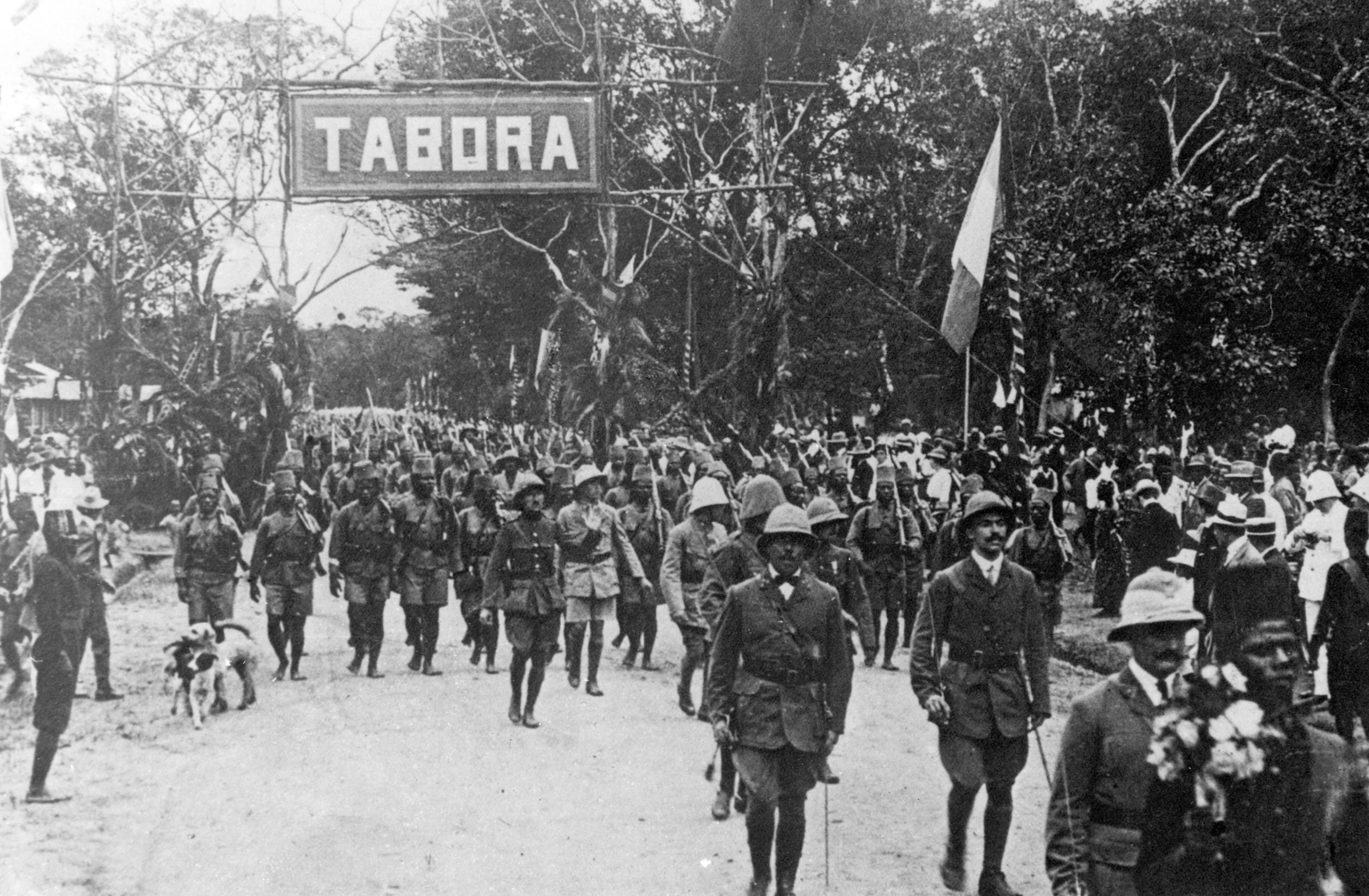
1916年9月19日塔博拉战役后，比属刚果的公共治安军部队

橡胶长期以来一直是比属刚果的主要出口产品，但其重要性在20世纪初大幅下降，从占出口总值的77%跌至仅15%，因为包括英属马来亚在内的东南亚英属殖民地开始种植橡胶。新资源开始被开发，尤其是加丹加省的铜矿开采。由比利时控制的上加丹加矿业联盟逐渐主导了铜矿产业，并利用一条通往贝拉（位于莫桑比克）的直达铁路将矿产运往海港。第一次世界大战期间，铜的需求激增，产量从1911年的997吨跃升至1917年的27,462吨，随后在1920年降至19,000吨。冶炼厂位于卢本巴希。战前，铜主要销往德国；但战争期间，英国购买了全部铜产量，收入归属于比利时流亡政府
.战争期间，钻石和黄金的开采也有所扩大。英国公司利华兄弟公司。战争期间，大幅扩大了棕榈油业务，且可可、稻米和棉花的产量也有所增加。为了应对扩大后的出口运输，新的铁路和轮船航线相继开通。第一次世界大战期间（1914–1918年），实行了“强制种植”制度（cultures obligatoires），强迫刚果农民种植某些用于出口的经济作物，如棉花、咖啡和花生。领地行政官员和国家农业专家负责监督那些逃避强制种植的农民，并在必要时对他们进行处罚。

### 战间期
在比利时统治刚果期间，有两个经济基础设施投资高峰期尤为显著：1920年代和1950年代。

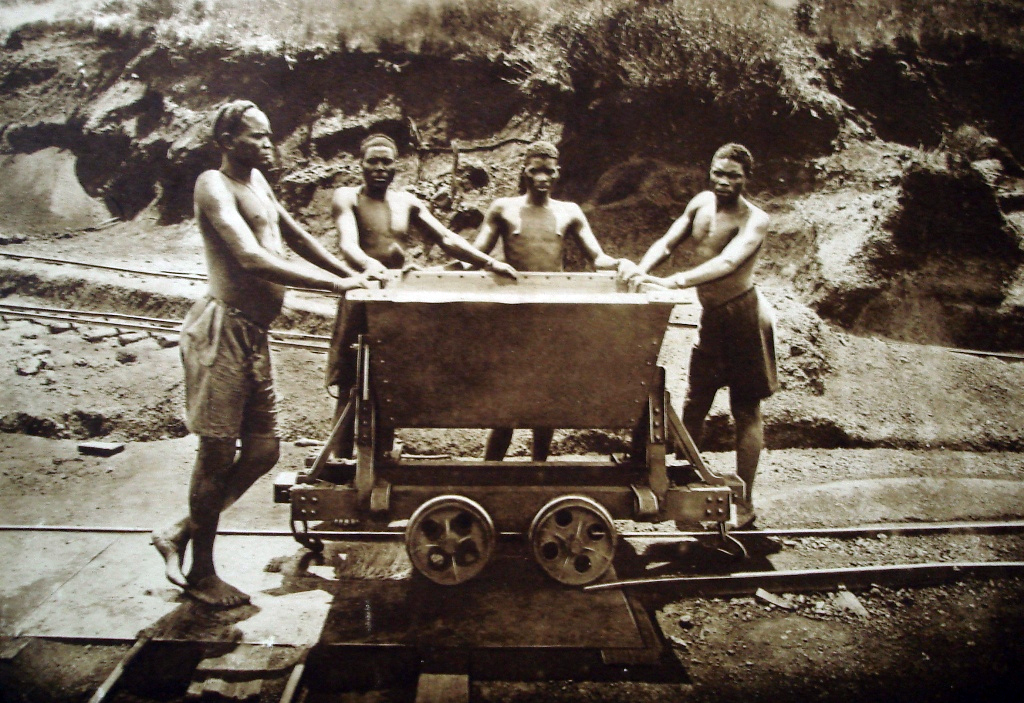
约1920年，卢旺达籍劳工在加丹加的基桑加矿工作

1921年，比利时政府向比属刚果提供了3亿法郎贷款，用于资助公共基础设施项目，以支持殖民地内私营公司的繁荣发展。比利时政府还将殖民地内许多国有企业（如基洛-莫托矿业公司、国家内河运输公司等）私有化。第一次世界大战后，殖民政府优先投资于交通基础设施建设，例如马塔迪至利奥波德维尔以及伊丽莎白维尔至弗朗基港之间的铁路线路。1920年至1932年间，修建了2,450公里的铁路。政府还大力投资于博马、马塔迪、利奥波德维尔和科基拉特维尔等城市的港口基础设施建设。主要城市的电力和供水设施建设也得到了资金支持。机场得以建设，同时资助了一条连接布鲁塞尔和利奥波德维尔的电话线路。政府约占比属刚果投资的50%，商业公司占另外50%。采矿业是私营投资的主要领域，其中以上加丹加矿业联盟（Union Minière du Haut Katanga，简称U.M.H.K.）为代表，主要投资于加丹加的铜和钴、卡萨伊的钻石以及伊图里的黄金。这使得比利时综合公司得以在比属刚果建立起庞大的经济帝国。私营公司获得了巨额利润，其中很大一部分以股息的形式被转移给欧洲及其他国际股东。

比属刚果的铁路和可通航水路（1960年前）

在1920年代的经济繁荣期，许多年轻的刚果男子离开了他们常常贫困的乡村，被位于城市附近的公司雇佣。1920年至1940年间，金沙萨的人口几乎翻倍，而伊丽莎白维尔的人口则从1923年的约16,000人增长到1929年的33,000人。所需劳动力由专门的招工公司（如罗伯特·威廉姆斯公司、卡萨伊劳工交易所）招募，部分情况下由政府招工机构（如劳工办公室Offitra）协助。在加丹加，主要劳动力为来自坦噶尼喀保护地、安哥拉、北罗得西亚的季节性外来务工人员，1926年后还包括来自卢旺达-乌隆地的劳工。
在许多情况下，大规模的劳动力迁移影响了农村社区的经济活力：许多农民离开村庄，导致这些地区出现劳动力短缺。为应对这些问题，殖民政府对比属刚果各地区可招募的“适龄劳动力”设定了最高配额。通过这种方式，成千上万来自人口稠密地区的工人被雇佣到人口稀少的南部加丹加的铜矿工作。在农业领域，殖民政府也强制推行了生产的剧烈合理化。国家接管了所谓的“空地”（当地居民未直接使用的土地），并将这些土地重新分配给欧洲公司、白人私人土地所有者（即“殖民者”）或基督教传教活动.由此，刚果形成了广泛的种植园经济。棕榈油产量从1914年的2,500吨增加到1921年的9,000吨，1957年更达到230,000吨。棉花产量从1932年的23,000吨增长到1939年的127,000吨。
非洲劳动力在资本主义殖民经济中的动员，对比属刚果货币使用的普及起到了关键作用。基本理念是，刚果的发展负担不应由比利时纳税人承担，而应由刚果人自己承担。殖民政府需要能够向刚果人征收货币税，因此，刚果人必须能够在殖民经济框架内通过出售农产品或劳动力来赚取货币，这一点非常重要。

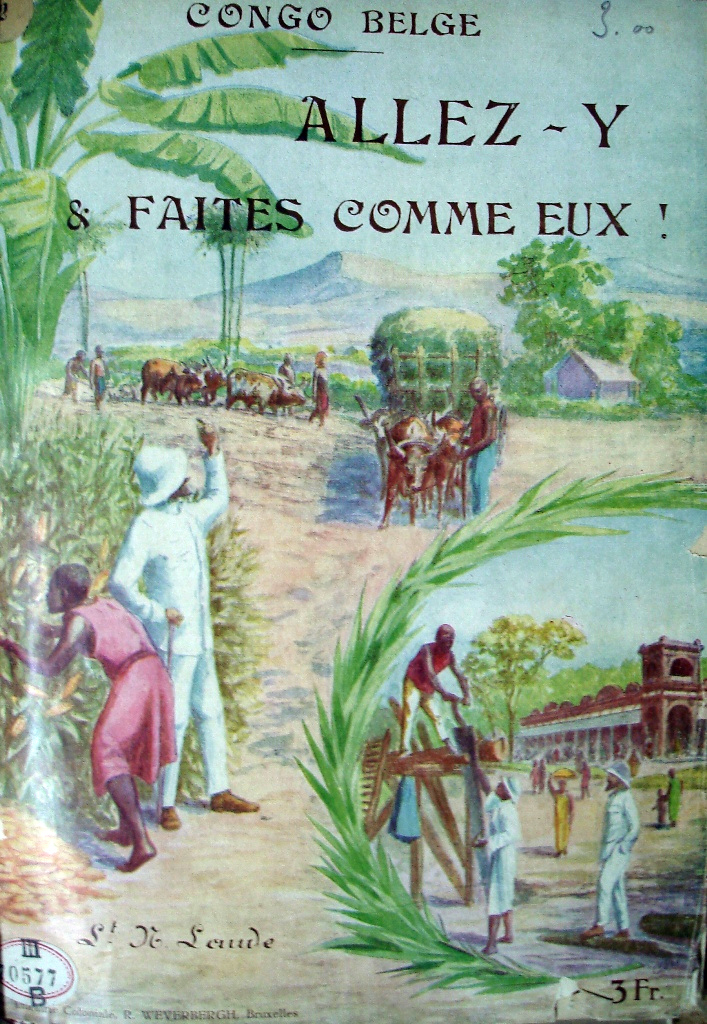
比属刚果殖民部于1920年代初期制作的宣传传单

1920年代的经济繁荣使比属刚果成为世界领先的铜矿石生产地之一。仅在1926年，联合矿业公司（Union Minière）就出口了超过80,000吨铜矿石，其中很大一部分运往比利时安特卫普的霍博肯 (Belgium)进行加工。1928年，阿尔贝一世国王访问刚果，主持了被称为“国家干线”（voie national）的铁路开通典礼。该铁路将加丹加矿区通过铁路线(至伊莱博港口弗朗克) 以及河运（从弗朗克港至利奥波德维尔)连接至大西洋港口[马塔迪]]。

## 流行文化
電影泰山傳奇，故事設定於比屬剛果時期的剛果森林。

### 引用
1. 1 2  Pakenham, Thomas. . 1992: 588–589. ISBN 978-0-349-10449-2.
2. 1 2  Turner, Thomas. . ISBN 978-1-84277-688-9.
3. 1 2  Freund, Bill. . ISBN 978-0-333-69872-3. 请检查|isbn=值 (帮助).
4. ↑  Hochschild 61–67.
5. ↑  Hochschild 84–87.
6. ↑  Ascherson, Neal (1963), The King Incorporated, Leopold the Second and the Congo, London: Granta Books (ed. 1999), p. 250.
7. ↑  Stengers, Jean, "Le rôle de la commission d'enquête de 1904-1905 au Congo", In Congo: Mythes et réalités, Bruxelles: Editions Racine, 2005, pp. 159-179.
8. ↑   [刚果民主共和国经济史]. . 2023年1月  [2025-06-21]. （原始内容存档于2025-04-04）. Although considerable exploitation of the country's mineral and agricultural wealth took place during the colonial period, its economic development bore little relationship to the needs of its population. Cash crops for export were prioritized over food production. Monetary benefits accrued almost entirely to non‑Congolese, the foreign shareholders of industrial and agricultural companies, and the colonial state...
9. ↑   [比属刚果的铁路，1890–1920（第1卷）] 1. Éditions Ediblanchart. 1993. ISBN 2872020101 （法语）.
10. ↑  Nzongola-Ntalaja, Georges.  [刚果：从利奥波德到卡比拉——人民的历史]. Zed Books. 2002: 59. ISBN 9781842770535.
11. ↑  Buyst, Erik. . EH.Net. 2011  [2025-06-21]. （原始内容存档于2024-05-25）.
12. ↑  Cana, Frank Richardson. . Chisholm, Hugh  (编).  30 第12版. London & New York: The Encyclopædia Britannica Company: 429. 1922.
13. ↑  Mulambu, M.  [强制种植与前比属刚果殖民]. Les Cahiers du CEDAF. 1974, 6/7.
14. ↑  Likaka, Osumaka.  [殖民时期扎伊尔的乡村社会与棉花]. Madison: University of Wisconsin Press. 1997.
15. ↑  Vanthemsche, Guy.  [比利时与刚果]. Brussels: Éditions Complexe. 2007.
16. ↑  Anstey, Roger.  [利奥波德国王的遗产：比利时统治下的刚果 1908–1960]. London: Oxford University Press. 1966: 103–104.
17. ↑  Massoz M., Le Congo des Belges 1908–1960, Luik, 1994, p. 318
18. ↑  Buelens, Frans.  [刚果1885–1960：金融经济史]. Berchem: EPO. 2007.
19. ↑  van Reybrouck, David.  [刚果：人民的史诗]. HarperCollins. 2014.
20. ↑  De Meulder 1994，第37頁
21. ↑  van Reybrouck, 2014, Congo: The Epic History of a People
22. ↑  van Reybrouck, 2014, Congo: The Epic History of a People
23. 1 2  Boahen, A. Adu.  [非洲殖民统治下的历史，1880–1935]. 1990: 171.
24. ↑  Seibert, Julia.  [刚果自由邦和比属刚果的强迫劳动政策与实践]. . 2024-08-21  [2025-03-09]. ISBN 978-0-19-027773-4. doi:10.1093/acrefore/9780190277734.001.0001/acrefore-9780190277734-e-846 （英语）.
25. ↑  Wyatt, Bob; Flasschoen, George.  [恩德肯德克：像鸟一样奔跑的人]. Xlibris. 2017. ISBN 9781543414301.
26. ↑  Seibert, Julia. . Oxford Research Encyclopedia of African History. 2024-08-21  [2025-06-22]. doi:10.1093/acrefore/9780190277734.001.0001/acrefore-9780190277734-e-846. （原始内容存档于2025-06-12） （英语）.
27. ↑  De Roo, Bas. . Afrika Focus. 2017-02-26, 30 (2): 61–65  [2025-06-22]. doi:10.1163/2031356X-03002006 （英语）.
28. ↑  Murray, Roger. . New Left Review. 1962, (I/17)  [2025-06-22]. （原始内容存档于2025-06-21） （英语）.
29. ↑  Brion, René; Moreau, Jean-Louis.  [从矿山到火星：优美科的起源]. Tielt: Lannoo. 2006.

## 外部連結
- Belgian Congo article in Encyclopædia Britannica 1922 extension
- Oasis Kodila Tedika et Francklin Kyayima Muteba, The sources of growth in DRC before independence. A cointegration analysis, CRE Working paper, n°02/10, juin 2010